# 90° sud
Pour plus de détails, voir Fiche technique et Distribution.
90° Sud, en anglais 90° South, est un film documentaire britannique réalisé par Herbert Ponting, sorti en 1933.

## Synopsis
- Voici une liste de séquences filmées illustrant dans l'ordre chronologique différents moments de l'expédition : 
  - Présentation par Herbert Ponting
  - L'itinéraire du Terranova sur une carte jusqu'à son arrivée à Lyttelton.
  - Chargement du navire : provisions, tracteurs, poneys…
  - Les loisirs de l'équipage pendant l'armement : le quartier-maître chauffeur Edward A. McKenzie dansant le passe-pied, Anton Omelchenko responsable des poneys dansant des danses nationales russes, le mécanicien Albert Balson boxant avec McKenzie.
  - Le capitaine Robert Falcon Scott faisant ses adieux à des amis.
  - Le départ du Terranova dans le port de Lyttelton.
  - Présentation des chiens de traîneau dont Haussman, le préféré du maître-chien russe Dimitri Gerof.
  - Présentation des poneys sous la responsabilité du capitaine Lawrence Oates dit "Titus Le fermier".
  - Une séance de coupe de cheveux dont les héros ou les victimes sont le zoologiste directeur de l'équipe scientifique Edward Adrian Wilson, dit Uncle Bill, le lieutenant Henry E. de P. Rennick, le maître chien Cecil Meares, le capitaine Oates, et le steward W. H. Neale semble-t-il.
  - Officiers et hommes d'équipage aux manœuvres sur le pont.
  - Le Terranova dans la tempête.
  - Le navire croise un gigantesque iceberg.
  - Le voyage se poursuit à travers plusieurs centaines de kilomètres de banquise.
  - le bateau est bloqué par la banquise : l'équipage en profite pour recueillir 10 tonnes de glace qui servent à faire des provisions d'eau.
  - Arrivée dans la mer de Ross.
  - Le Terranova longe la barrière de Ross.
  - L'île de Ross.
  - Mouillage au pied du mont Erebus.
  - Déchargement du navire : des poneys qui, fous de joie, se roulent sur la glace, du chat "Neiger"(?), des matériaux de construction et de suffisamment de provisions pour 36 hommes, des chiens et des poneys pendant 2 ans. Ceci prend une semaine.
  - Construction d'une maison en bois.
  - Les "pancakes" de glace.
  - Observation des mœurs des phoques.
  - Un bébé phoque et sa mère chassés par un épaulard sont sauvés par le canon à harpon.
  - Le navire repart pour la Nouvelle-Zélande mais l'hiver polaire ne permet pas de filmer. Le réalisateur en profite pour faire des photos de ses camarades dont le lieutenant Victor Campbell dit "Le mauvais camarade", le lieutenant Edward Evans dit "Teddy", le capitaine Robert Falcon Scott, le docteur Wilson, le docteur George Simpson météorologue, le chirurgien Edward Atkinson, le géologue Frank Debenham, Cecil Mears et Lawrence Oates, les quartiers-maîtres Edgar Evans dit "Taff" et Thomas Crean dit "Tom", le quartier-maître Patrick Keohane, et le cuisinier Thomas Clissold.
  - Un match de football sur la banquise avec, par ordre d'arrivée sur le terrain et quelques oublis : Debenham, le mécanicien Bernard Day, Atkinson, Oates, Wilson, le lieutenant Henry Robertson Bowers dit "Birdie", le géologue Thomas Griffith Taylor, Mears, le steward F. J. Hooper, Evans, le biologiste Edward Nelson, le zoologiste Apsley Cherry-Garrard, le chef-chauffeur William Lashly, Gerof, Evans, Scott.
  - Les poneys à l'exercice dont "Noby" avec Wilson, "Victor" avec Bowers, "Snatcher" avec Evans.
  - Le travail avec les chiens notamment "Haussman" le chien de tête, "Bayder", "Perso", "Bob", "Staryk", "Kriss", "Lapy". L'orthographe des noms est très contestable tant pour les poneys que pour les chiens.
  - Observation des mœurs des manchots.
  - Irruption de goélands s'emparant d'œufs de manchots.
  - Les formations glaciaires de l'île de Ross au milieu desquelles Scott, Wilson, Evans et Crean tirent le traîneau.
  - L'extrémité sud de l'île de Ross et sa grande croix blanche érigée en mémoire de George T. Vince.
  - Début du voyage vers le Pôle distant environ de 1 450 kilomètres avec deux tracteurs et quatre détachements avec huit poneys attelés et deux attelages de chiens. On transporte la nourriture et les réserves qui doivent être laissées à intervalles sur l'itinéraire de retour.
  - L'ascension difficile du glacier Beardmore avec dépôt de provisions au Cap Evans puis au sommet par le physicien C. S. Wright, Atkinson, Cherry-Garrard et Keohane.
  - Séquence montrant comment chaque soir Scott, Wilson, Bowers et Evans dressaient leur tente pendant les 250 kilomètres du trajet qui les séparait du Pôle.

- Le reste du voyage est évoqué surtout avec des photos prises par le capitaine Scott avec son petit appareil photographique, des schémas montrant le trajet parcouru et en voix off les renseignements fournis par le journal des explorateurs jusqu'à leur agonie car Herbert Ponting était retourné à la base après que les détachements aient déposé les provisions.

## Fiche technique
- Titre original : 90° South
- Titre français : 90° sud
- Réalisateur : Herbert George Ponting
- Scénario : montage et commentaires de Herbert George Ponting
- Adaptation française : Rémy Lambrechts
- Photographie : Herbert George Ponting
- Son : Fidelytone
- Direction artistique : Didier Beaudet
- Musique : William L. Trytel (chef d'orchestre)
- Musique originale : Henry Walford Davies
- Production : Antarctic Film Trust, New Era Films
- Pays de production :  Royaume-Uni
- Sociétés de distribution : 
  - New Era Films au Royaume-Uni en 1933
  - World Picture Corporation aux États-Unis en 1939
- Version française : DUB service 19
- Format : noir et blanc - 35 mm spherical - 1,37:1
- Genre : documentaire
- Durée : 72 minutes
- Date de sortie : 1933

## Distribution
- Herbert George Ponting : (VF:Bernard Verley) apparaît lorsqu'il présente et commente le film. De plus on le voit furtivement en d'autres occasions parmi les 33 hommes de l'expédition Terra Nova et les 31 hommes d'équipage du navire qui sont naturellement les acteurs du documentaire.
- Le générique signale la participation de Bernard Gabay
- Il ne faut pas oublier les nombreux animaux humanisés grâce au commentaire.

## Autour du film
- Ce film a été diffusé à la télévision française en février 2002 et peut être vu dans son intégralité sur Internet. Le synopsis a été rédigé à partir d'une copie de cette diffusion.
- L'orthographe des noms propres a été prise sur la page wikipédia qui donne la liste des membres de l'expédition Terra Nova mais souvent les noms cités par le doublage ne semblent pas correspondre aux noms écrits dans la liste[évasif].